# Gyömrő

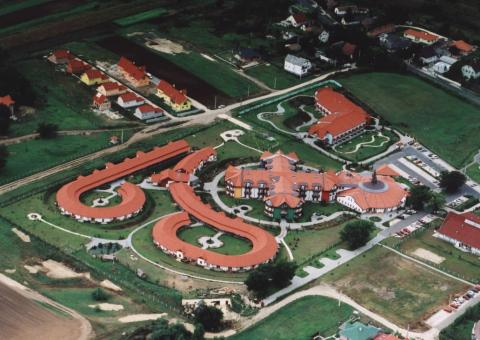
Flygfoto på Gyömrő.

Gyömrő är en stad i provinsen Pest i Ungern i distriktet Monor. Gyömrő hade år 2019 ett invånarantal på 18 977 invånare.